# Saint-Même-le-Tenu
Saint-Même-le-Tenu – miejscowość i dawna gmina we Francji, w regionie Kraj Loary, w departamencie Loara Atlantycka. W 2013 roku jej populacja wynosiła 1234 mieszkańców. Nazwa miejscowości pochodzi od imienia św. Maksymina. 
W dniu 1 stycznia 2016 roku z połączenia dwóch ówczesnych gmin – Machecoul oraz Saint-Même-le-Tenu – utworzono nową gminę Machecoul-Saint-Même. Siedzibą gminy została miejscowość Machecoul. 